# Hoplistoscelis nigriventris
Hoplistoscelis nigriventris är en insektsart som först beskrevs av Carl Stål 1862.  Hoplistoscelis nigriventris ingår i släktet Hoplistoscelis och familjen fältrovskinnbaggar. Inga underarter finns listade i Catalogue of Life.